# Тешел
 Тази статия е за селото в Южна България.  За електроцентралата вижте ВЕЦ Тешел.  
Тѐшел е село в Южна България. То се намира в община Девин, област Смолян. В административно онтошение принадлежи към кметство село Грохотно.

## География
Село Тешел се намира в планински район.

## Културни и природни забележителности
На около 7 км от селото се намира Ягодинската пещера, а на около 10 км — пещерата Дяволско гърло.

## Други
Залив Тешел на остров Лоу в Южни Шетландски острови, Антарктика е наименуван в чест на село Тешел.